# Бреси (Эна)
Бреси́ (фр. Brécy) — коммуна во Франции, находится в регионе Пикардия. Департамент коммуны — Эна. Входит в состав кантона Шато-Тьерри. Округ коммуны — Шато-Тьерри.
Код INSEE коммуны — 02119.

## Население
Население коммуны на 2010 год составляло 352 человека.
| 1962 | 1968 | 1975 | 1982 | 1990 | 1999 | 2010 |
| ---- | ---- | ---- | ---- | ---- | ---- | ---- |
| 201  | 215  | 224  | 183  | 284  | 318  | 352  |

## Экономика
В 2010 году среди 222 человек трудоспособного возраста (15—64 лет) 167 были экономически активными, 55 — неактивными (показатель активности — 75,2 %, в 1999 году было 69,4 %). Из 167 активных жителей работали 142 человека (74 мужчины и 68 женщин), безработных было 25 (11 мужчин и 14 женщин). Среди 55 неактивных 14 человек были учениками или студентами, 25 — пенсионерами, 16 были неактивными по другим причинам.